# Centre national de ressources génomiques végétales
Le Centre national de ressources génomiques végétales (CNRGV) est un centre unique en France qui se positionne comme un élément essentiel de l’infrastructure des sciences du vivant.
Créé en 2004 par l’INRA (DGAP) et localisé sur le centre de Toulouse, le Centre National de Ressources Génomiques Végétales (CNRGV) est spécialisé dans l’acquisition, la conservation, la validation, l’étude et la distribution de ressources génomiques, et des données informatiques afférentes à ce matériel biologique. Son rôle est non seulement de centraliser des ressources génomiques végétales, mais aussi de valoriser ce travail en facilitant l’accès à du matériel biologique et à des techniques de pointe pour la recherche scientifique académique et privée.

## Missions
En tant que prestataire de service et centre de référence pour la conservation de collections génomiques végétales, les grandes missions confiées au CNRGV sont les suivantes :
- produire et gérer des ressources génomiques végétales ;
- diffuser les échantillons biologiques ;
- produire et distribuer des outils génomiques à façon ;
- être à la pointe des technologies liées à l’analyse des génomes de plantes ;
- proposer des formations en génomique et accueillir des équipes.

## Services
Dans le cadre de ses différentes missions, le CNRGV :
- construit et gère différentes collections génomiques de plantes modèles et cultivées (Arabidopsis, Blé, Colza, Maïs, Medicago, Melon, Orge, Piment, Pois, Radis, Seigle, Tabac, Tomate, Tournesol, Vigne)
- et propose différents outils pour l’étude des collections génomiques végétales (distribution de clones, outils de criblage : macroarrays et PCR sur échantillons poolés, criblage de banque BAC, production de banques BAC, services bio robotiques à haut débit).

## Moyens
Le CNRGV dispose d’une équipe hautement qualifiée, composée d’ingénieurs spécialisés dans des domaines de compétences complémentaires en microbiologie et biologie moléculaire, bio-robotique et informatique. Il est doté d’un équipement automatisé garantissant un traitement haut débit et standardisé des collections, des techniques de pointe au service de la génomique (station de pipetage micro-volume pour la préparation des PCR, robots pour la manipulation des clones, enceintes sécurisées pour la cryo-conservation...).

## Collaborations
De nombreuses collaborations sur divers projets avec des partenaires internationaux sont en cours, par exemple : 
- le CNRGV a été identifié comme centre de référence pour les ressources génomiques du blé (International Wheat Genome Sequencing Consortium) et de l’orge. Le CNRGV est partenaire d’un projet européen visant à la caractérisation des génomes de blé et orge coordonné par Catherine Feuillet (INRA – Clermont Ferrand) / (Seventh framework programme FoodAgriculture and Fisheries, Biotechnology : Genomics for Triticeae improvement). 17 laboratoires européens collaborent à ce projet. Le CNRGV est également membre du comité de coordination international pour le projet de séquençage du génome du blé IWGSC (International Wheat Genome Sequencing Consortium) ;
- le CNRGV a été identifié comme centre de référence pour les ressources de Medicago truncatula ;
- le CNRGV est le partenaire privilégié pour la gestion des ressources génomiques de la tomate et l’apport de technologies innovantes pour le criblage des banques d’ADN de grands fragments ;
- le CNRGV est impliqué dans le consortium international visant à la caractérisation du génome de la canne à sucre (SUGESI) ;
- le CNRGV est impliqué dans le consortium international visant au séquençage du génome du tournesol au sein d’un consortium international impliquant la France, le Canada et les États-Unis.